# Katedrala sv. Sofije u Velikom Novgorodu
Katedrala sv. Sofije (rus. Собо́р Свято́й Софи́и), odnosno Saborna crkva Svete mudrosti Božje) u Kremlju u Velikom Novgorodu je saborna crkva novgorodskog arhiepiskopa odnosno sjedište Novgorodske eparhije pri Ruskoj pravoslavnoj Crkvi. 
Crkva je visoka 38 metara, sagrađena je od kamena i ima pet kupolastih tornjeva. Između 1045. i 1050. godine sagradio ju je novgorodski knez Vladimir Jaroslavič na mjestu ranije crkve koju je u 10. stoljeću bio sagradio Joakim Korsunijan. Uz izuzetak crkava u Šoani i Arhizu, predstavlja najstariju crkvu u Rusiji koja je i danas u upotrebi.
Od 12. do 15. stoljeća bila je duhovno i kulturno središte Novgorodske Republike, a teško je stradala u Drugom svjetskom ratu. U sovjetsko doba bila je muzej, da bi 1991. bila vraćena Ruskoj pravoslavnoj Crkvi.